# Буавен, Мари
Мари́ Гилле́н Буаве́н (фр. Marie Gillain Boivin; 9 апреля 1773 — 16 мая 1841) — французская акушерка, изобретательница и писательница. Одна из виднейших женщин-медиков XIX века.

## Биография
Мари Буавен родилась в 1773 году. Она получила образование в монастыре в Этампе, где, благодаря ее таланту, на нее обратила внимание Елизавета Французская, сестра короля Людовика XVI. После того, как во время революции монастырь был разрушен, Мари провела три года, изучая анатомию и акушерство. Но затем ее обучением прервалось когда она вышла замуж за чиновника Луи Буавена. Ее муж вскоре умер, оставив ей и дочери небольшое наследство. Тогда Буавен продолжила изучать медицину, с этой целью она поступила в школу акушерства при Отель-Дьё, где стала студенткой, а потом помощницей и подругой Марии-Луизы Лашапель. После получения диплома она устроилась акушеркой в местный госпиталь и в 1801 году ее назначили управляющей. Заняв высокую должность Мари смогла убедить Жана-Антуана Шапталь открыть при госпитале школу акушерства.
За свою карьеру Мари работала в нескольких госпиталях, где занимала высокие должности. Она также была членом нескольких медицинских сообществ.
Буавен была награждена золотой медалью за гражданские заслуги в 1814 году. В 1827 немецкий Марбургский университет удостоил ее почетной докторской степенью.

## Вклад в медицину
Мари Буавен изобрела влагалищное зеркало (который использовался для изучения шейки матки) и прибор для измерения глубины и ширины таза.
Буавен первая начала использовать стетоскоп для того, чтобы слушать сердцебиение плода и следить за его состоянием.
Буавен также нашла и исследовала некоторые причины кровотечений при беременности и выкидышей, а так болезней матки и плаценты. Она стала одной из первых хирургов, ампутировавших матку со злокачественной опухолью. Из-за того, что работа Мари Буавен в области гинекологический хирургии была новаторской и умелой, в медицинских университетах стали лучше относится к идее о том, что женщины могут был хорошими хирургами.
Буавен написала несколько книг, одна из которых, Mémorial de l’art des accouchements, несколько раз переиздавалась, была переведена на несколько языков. В свою книгу Мари включила в том числе те знания, которые получила обучаясь у Лашапель. Но самыми значимыми ее работами были Nouveau Traité des Hemorragies de l’Uterus и Traité de Maladies de l’Uterus et des Annexes - благодаря своему новаторскому подхожу они вытеснили классический учебник, который до этого использовали на протяжении 150 лет.

## Избранная библиография
- Memorial de l’Art des Accouchmens (пособие для студентов-медиков и акушеров), 1812
- Nouveau traité des hémorragies de l’utérus (маточное кровотечение), 1818
- Mémorial de l’art des accouchemens (пособие для студентов-медиков, третье издание), 1824
- Recherches sur une des causes les plus frequentes et la moins connue de l’avortement (наиболее частые и наименее известные причины выкидышей), 1828
- Observations et reflexions sur les cas d’absorption de placenta (случай абсорбции плаценты), 1829
- Traité des Maladies de l’utérus et des annexes (заболевания матки), 1833